# レッド・エンタテインメント
株式会社レッド・エンタテインメント（英: Red Entertainment Corporation）は、ゲームソフト・アニメ等キャラクターコンテンツの企画制作を主な事業とする日本の企業。株式会社オーイズミの子会社。

## 概要
マルチクリエイター広井王子によって設立されたレッドカンパニーを前身とし、これまでに様々なゲームやアニメの製作に携わっている。
社名の『RED』の由来として、『魔神英雄伝ワタル』シリーズの『皇帝龍(Royal Emperor Dragon)』の略であるなどと説明されることもあるが、実際にはこれは単なるバクロニムであり、単純に広井が赤色を好んでいることに由来しているのが真相である。
2011年3月にUltiZenグループとの資本提携を実施したが、2013年9月には同解消を発表。2014年12月、オーイズミの子会社となる。

## 沿革
- 1976年 -「レッドカンパニー（個人事業）」を立ち上げる。
- 1984年 - 有限会社レッドカンパニー設立。
- 1989年 - 『天外魔境ZIRIA』発売。
- 1991年 - 株式会社レッドカンパニーへ改組。
- 1996年 - 『サクラ大戦』発売。
- 2001年 - 株式会社レッドカンパニーより営業譲渡し、株式会社レッド・エンタテインメントを設立、広井王子が会長に、名越康晃が社長に就任。
- 2002年 - セガの資本を受け入れ、セガ傘下に。
- 2005年11月28日 - レッド・エンタテインメントの経営陣がセガ所有の株式をMBO方式で譲り受け、セガグループを離れる。
- 2006年3月 - 優先株の第三者割当により約7億円の資金調達を実施。
- 2008年3月 - 約5億円の減資を実施。
- 2011年3月 - 中国UltiZen Games社との資本・業務提携を発表。UltiZen社が株式を取得し、同社の子会社となる[4]。
- 2013年9月 - UltiZenグループとの資本提携を解消。
- 2014年12月 - オーイズミの子会社となる。

## 作品

### 映像作品
- 魔神英雄伝ワタルシリーズ - NAS・サンライズ（現・バンダイナムコフィルムワークス）
- 魔動王グランゾート - 同上
- 魔弾戦記リュウケンドー - 松竹、ウィーヴ（現・フリュー）、読売広告社共同制作
- 聖少女艦隊バージンフリート - AIC、サイトロンディスク（現・ハピネット・ピクチャーズ）、バンダイ・ミュージックエンタテインメント（現・バンダイナムコミュージックライブ【Lantis】）共同制作

### ゲームソフト
共同制作が多いように、プログラムなどの実開発作業は担当していない。
- 天外魔境シリーズ - ハドソン共同制作
- 銀河お嬢様伝説ユナシリーズ - 同上
- 原人シリーズ - 同上
- エルファリアシリーズ - 同上
- 鋼 HAGANE（英語版） - 同上
- ゲート オブ サンダー - 同上
- ウィンズ オブ サンダー - 同上
- 北へ。シリーズ - 同上
- ロボットポンコッツシリーズ - 同上
- GUNGRAVEシリーズ - ソニー・インタラクティブエンタテインメント共同制作
- サクラ大戦シリーズ - セガ共同制作
- ネクロスの要塞 - ロッテ、アスク講談社共同制作
- デビルクラッシュ - コンパイル、ナグザット共同制作
- 超魔法大陸WOZZ
- プリンセス・ミネルバ
- 機動新撰組萌えよ剣
- みつめてナイトシリーズ - コナミデジタルエンタテインメント共同制作
- 武刃街 - タイトー共同制作
- 暗黒伝説 - アトラス, ビクター音楽産業共同制作
- カオスウォーズ - アイデアファクトリー、アトラス、アルゼ共同制作
- カブキロックス - アトラス共同制作
- サウザンドアームズ - アトラス共同制作
- アガレスト戦記シリーズ - アイデアファクトリー共同制作
- どろろ
- 新選組群狼伝
- N.U.D.E.@
- プロジェクトハッカー 覚醒 - クリーチャーズ共同制作
- ぼくらはカセキホリダー - 任天堂、アートディンク、エムツー共同制作
- ノスタルジオの風 - マトリックス共同制作
- ドラえもん ギガゾンビの逆襲 - エポック社共同制作
- スカーレッドライダーゼクス - Rejet共同制作
- 喧嘩番長 乙女 - スパイク・チュンソフト共同制作
- 十三支演義 〜偃月三国伝〜 - オトメイト共同制作[5]
- 俺達の世界わ終っている。
- アルカナ・ストライクス - タカラ共同制作

### その他
- 火魅子伝 - 博報堂、アミューズ共同企画。ゲーム制作はチャイム。
- シュラキ（朱羅姫） - グッドスマイルカンパニー共同企画
- サプリビンダーズ - 講談社コミックボンボンタイアップ企画
- which witch？ - ムービックとのタイアップ企画。未完。